# Guillermo Hamdan Zaragoza
Guillermo Hamdan Zaragoza (Madrid, España, 1 de enero de 1992), más conocido como Guillermo Zaragoza, es un  entrenador de fútbol hispano-mexicano. Fungiendo desde 2025 como preparador físico en el Club Universidad Nacional.

## Trayectoria
Es licenciado en Ciencias de la Actividad Física y el Deporte por la Universidad Europea de Madrid. Guillermo comenzó su trayectoria en los banquillos en el fútbol base de la AD Alcorcón en la temporada 2015-16.
Desde 2015 a 2018, trabajó como técnico en la Fundación Real Madrid en países como Kazajistán, Australia, Colombia, Malasia, Estados Unidos, Pakistán, Marruecos, Islandia y Arabia Saudita. También, sería instructor en el Campus Vicente del Bosque impartido en diversos países.
En la temporada 2017-18, se hace cargo del equipo juvenil del CDA Navalcarnero.
En julio de 2018, firma por el CD Toledo para ser preparador físico de sus equipos base.
En julio de 2019, se convierte en preparador físico del CD Toledo de la Segunda División B de España, en el que trabaja durante dos temporadas.
El 3 de octubre de 2021, firma por el West African Football Academy SC de la Liga Premier de Ghana.
El 20 de mayo de 2022, dejaría el club ghanés después de dirigirlo durante 29 partidos, en los que lograría 27 puntos.

## Clubes

### Como entrenador
| Club                                      | País     | Año           |
| ----------------------------------------- | -------- | ------------- |
| AD Alcorcón Fútbol Base                   | España   | 2015-2016     |
| CDA Navalcarnero Juvenil                  | España   | 2017-2018     |
| Club Deportivo Toledo (Preparador físico) | España   | 2019-2021     |
| West African Football Academy SC          | Ghana    | 2021-2022     |
| Atlético Nacional (Preparador físico)     | Colombia | 2024          |
| Pumas UNAM (Preparador físico)            | México   | 2025-presente |